# Lucio Tusidio Campestre
Lucio Tusidio Campestre (en latín: Lucius Tusidius Campester) fue un senador romano que vivió en el siglo II, y desarrolló su cursus honorum bajo los reinados de Adriano, y Antonino Pío.

## Orígenes familiares
Posiblemente Campestre era hijo adoptivo del caballero, Marco Menio Agripa Lucio Tusidio Campestre.

## Carrera política
Por dos diplomas militares, que están fechados el 6 de octubre del año 142, se evidencia que Campestre, fue cónsul sufecto en el año 142 junto con Quinto Cornelio Seneción Anniano.